# 艾倫代爾鎮區 (北卡羅萊納州霍克縣)
艾倫代爾鎮區（英語：Allendale Township）是位於美國北卡羅萊納州霍克縣的一個鎮區。

## 地方資料
艾倫代爾鎮區的面積為61.37平方千米，皆為陸地。根據2020年美國人口普查的數據，當地共有人口462人，而人口密度為每平方千米7.53人。